# Angeot
Angeot es una comuna francesa situada en el departamento del Territorio de Belfort, de la región de Borgoña-Franco Condado.
Los habitantes se llaman Angelois.

## Geografía
Está ubicada a 14 km al noreste de Belfort y forma parte de la aglomeración urbana de esta ciudad.
De un total de 656 hectáreas de la comuna, 170 son forestales.

## Historia
Entre 1871 y 1918, estaba fronteriza con Alemania.

## Demografía
| 192 | 181 | 168 | 208 | 243 | 280 | 323 | 345 |
| Para los censos de 1962 a 1999 la población legal corresponde a la población sin duplicidades (Fuente: INSEE [Consultar]) |     |     |     |     |     |     |     |